# Борисполь (аэропорт)
Международный аэропорт Бори́споль (укр. Міжнародний аеропорт Бориспіль; (ИАТА: KBP, ИКАО: UKBB) — международный аэропорт, большая часть расположена в с. Гора Бориспольского района, где официально зарегистрировано его месторасположение, меньшая — на территории города Борисполя Киевской области, крупнейший по объёмам перевозок аэропорт на территории Украины. Официальное название — Государственное предприятие «Международный аэропорт Борисполь». Построен архитекторами А. В. Добровольским, А. И. Малиновским, Д. П. Попенко. Служит главными воздушными воротами Киева.
Расположен в 18,5 км восточнее въезда в Киев (Харьковского шоссе и станции метро «Бориспольская»), в городе Борисполе Киевской области. Обслуживает 62 % международных авиаперевозок Украины. За 2016 год аэропорт обслужил 8,6 млн пассажиров. В день проведения финального матча футбольного чемпионата Евро-2012, 1 июля, международный аэропорт Борисполь обслужил 630 рейсов (358 — на прибытие и 272 — на отправку).
Абсолютный суточный максимум пассажиров, воспользовавшихся услугами аэропорта, на 2 июня 2019 составил 51 853 человек. Из аэропорта Борисполь 43 международных и 9 украинских авиакомпаний выполняют регулярные рейсы по 95 направлениям (83 международных и 12 внутриукраинских). С 24 февраля 2022 года, авиасообщение с аэропортом было приостановлено.
Аэродром способен принимать любые типы воздушных судов. Классификационные числа ВПП (PCN): 18п/36л 39/R/C/X/T, 18л/36п 80/R/C/W/T.

## История
- Основан в соответствии с постановлением Совета министров УССР 22 июня 1959 года на базе военного аэродрома в составе Бориспольского объединённого авиационного отряда.
- 7 июля 1959 года начались грузовые и пассажирские перевозки. Первые обслуживаемые рейсы: Москва — Киев — Москва и Ленинград — Киев — Ленинград.
- В ноябре 1960 года основана воздушная группа самолётов Ту-104 и Ан-10.
- В 1965 году был открыт новый Бориспольский аэровокзал пропускной способностью 1600 пассажиров в час[7].
- В 1971 году была открыта вторая взлётно-посадочная полоса 18R/36L длиной 3,5 км, параллельная действующей[7].
- С 1974 года в составе воздушной группы 4 флота турбореактивных Ту-104, Ту-134 и Ту-154 и 2 флота турбовинтовых Ил-18.
- С 1980-х годов аэропорт обеспечивал некоторые заграничные перевозки высшего аппарата СССР; остальные граждане СССР вылететь за границу могли только из московского аэропорта Шереметьево.
- Приказом Министра транспорта Украины от 11 марта 1993 года в Борисполе создан Государственный международный аэропорт как самостоятельное предприятие.
- С 2001 года имеет IIIA категорию.
- В конце 1990-х годов произведена реконструкция ВПП 18L/36R, которая была удлинена с 2,5 км до 4 км[7].
- 24 февраля 2022 года в связи с российским вторжением в Украину аэропорт был вынужден приостановить авиасообщение, а также отменить все рейсы[8].

## Структура
Аэропорт располагает следующими терминалами:
1. Терминал A — ориентировался на авиапассажиров, путешествующих в пределах Украины (внутренние рейсы). Закрыт с 14 сентября 2011 года[9].
2. Терминал В — обслуживал внутренние рейсы и часть международных. С декабря 2014 года внутренние рейсы перенесены в терминал D, и данный терминал законсервирован, однако при необходимости может использоваться для обслуживания рейсов[10].
3. Терминал С — обслуживал VIP-пассажиров до 01.08.2012. Закрыт, с начала августа VIP-пассажиров обслуживает премьер-лаунж терминала D,
4. Терминал D — основной терминал. Обслуживает международные и внутренние рейсы и VIP-пассажиров. В 2014 году было проведено расширение терминала и перевод в него внутренних рейсов, теперь пассажиры транзитных рейсов могут не проходить контроль.
5. Терминал F — обслуживает лоукост и чартерные рейсы.
6. Грузовой терминал.

На территории аэропорта находится отель «Борисполь», предоставляющий услуги на уровне категории «три звезды». Гостиница обладает разнообразным номерным фондом и наилучшим образом подходит для кратковременного и длительного пребывания. Для всех желающих предоставляются услуги ресторана и кафе-бара.
В 2007 году терминал В был реконструирован. В конце 2008 года началось строительство терминалов D (официальное открытие состоялось 28 мая 2012 года) и F (официальное открытие состоялось 31 октября 2010 года). В 2018 году была построена и в декабре того же года открыта железнодорожная ветка для пассажирского сообщения из аэропорта в Киев. 23 мая 2019 года открыта многоуровневая автостоянка у терминала D.

## Терминалы

### Терминал «B»
Долгое время являлся основным терминалом аэропорта. В терминале были сосредоточены магазины, кафе и бары, представительства авиакомпаний, туристических фирм, банков, доступ к Интернету, бизнес-центр, камеры хранения. Терминал обслуживал большую часть пассажиров аэропорта, которые отправляются в дальнее и ближнее зарубежье, в нём были расположены пункты проверки авиабезопасности. Пункты проверки на авиационную безопасность были расположены в зале вылета непосредственно перед выходами на посадку. После окончания процедуры контроля на авиационную безопасность пассажиры размещаются в зонах ожидания посадки в самолёт. Второй этаж терминала представляет собой международную зону, в нём размещаются магазины «Duty-free». В июле 2011 года была закончена реконструкция галереи. В данный момент терминал законсервирован, однако иногда обслуживает чартерные рейсы. Из терминала B выполняли чартерные рейсы Авиалинии Харькова.
Площадь: 36 035,2 м².
Пропускная способность: На международных рейсах: 1200 пассажиров/час (на вылет) и 1100 пассажиров/час (на прилёт). По Украине: 650 пассажиров/час (на вылет) и 600 пассажиров/час (на прилёт).
Зона регистрации насчитывает 43 стойки регистрации, 7 пунктов контроля авиационной безопасности, 17 кабин паспортного контроля.
После окончания реконструкции терминала D и достройки в нём стоек и коридоров для обслуживания внутренних рейсов, терминал B был закрыт.

### Терминал «C»
Терминал «C» был предназначен для обслуживания VIP-пассажиров, в первую очередь персональных самолётов малой авиации. Расположен справа от терминала «B», был оснащён собственной охраняемой парковкой. В терминале находились отдельные комнаты отдыха, зал для проведения пресс-конференций, совещаний и банкетов, предлагались услуги связи.
Закрыт с 2012 года. Обслуживание VIP-пассажиров переведено в Премьер-лаунж терминала D.

### Терминал «F»
Обслуживает лоукост и чартерные рейсы. Терминал был открыт 21 сентября 2010 года, в церемонии открытия участвовал Президент Украины Виктор Янукович. Первые пассажиры были приняты 31 октября 2010 года.
Площадь: 20 685,6 м².
Пропускная способность: 900 пассажиров/час (на вылет) и столько же на прилёт; в пиковый период возможно обслуживание до 1500 пассажиров/час (на вылет).
Зона регистрации насчитывает 30 стоек регистрации с системой подачи и взвешивания багажа, 1 стойку для пассажиров с негабаритным багажом, 2 стойки пограничного контроля. Зона регистрации оборудована Web-киосками, которые позволяют самостоятельную регистрацию пассажиров.
После открытия терминала «D», терминал был законсервирован в октябре 2013 года, возобновил свою работу 31 марта 2019 года в связи с увеличившимся пассажиропотоком аэропорта.

### Терминал «D»
Терминал является самым большим на Украине. Открытие состоялось 28 мая 2012 года. После открытия обслуживал пассажиров международных рейсов.
Площадь: 107 000 м².
Пропускная способность: терминал может обеспечивать пассажиропоток на уровне 10 млн в год (3000 пассажиров/час (на вылет), и столько же на прилёт).
В зонах регистрации нового аэровокзального комплекса предусмотрено большое количество стоек регистрации (60 и 6 для web-регистрации), 18 пунктов контроля авиационной безопасности, 28 кабин паспортного контроля, что позволит избежать очередей. Для удобства пассажиров установлены лифты, эскалаторы, травелаторы. Терминал оснащён 11 стационарными аэромостами с автоматизированной системой докования (для посадки/высадки), которые позволяют одновременно принимать шесть самолётов класса Boeing 747 и пять самолетов класса Boeing 737. Галерея ожидания рейсов в зоне отлёта имеет длину 870 м.
Терминал содержит VIP-зал, который отвечает потребностям самых требовательных ценителей комфорта и качественного сервиса.
На территории терминала располагаются все дополнительные сервисы аэропорта: кафе, бары, отделения банка и магазины беспошлинной торговли. С 19 октября 2013 года аэропорт Борисполь начал кооперацию с крупным мировым оператором магазинов беспошлинной торговли Gebr Heinemann, обслуживающим 54 международных аэропорта в 22 странах мира. Сотрудничество позволило повысить уровень обслуживания пассажиров и предоставлять ряд дополнительных услуг. Например, пассажиры аэропорта получили возможность совершать предзаказ товаров из магазинов беспошлинной торговли онлайн, что существенно экономит их время.
После закрытия терминала B обслуживает как международные, так и внутренние перевозки, таким образом, транзитным пассажирам не приходится проходить контроль.

### Грузовой терминал
Грузовой терминал предназначен для обслуживания грузовых рейсов. Около него расположенная станция для грузовых автомобилей. Он имеет участок стоянки, рассчитанный на 17 самолётов.

## Перевозчики и пункты назначения
Авиакомпании, выполняющие регулярные рейсы (по состоянию на 20.11.2021):

## Пассажиропоток аэропорта
Данные из запроса в Викиданные.
| Год  | Число обслуженных пассажиров (тыс.) | Изменение |
| ---- | ----------------------------------- | --------- |
| 1995 | 1307,6                              | ▼         |
| 1996 | 1280,4                              | ▼ 2 %     |
| 1997 | 1375,3                              | ▲ 7,4 %   |
| 1998 | 1373,4                              | ▼ 0,2 %   |
| 1999 | 1330,1                              | ▼ 3 %     |
| 2002 | 1782,9                              | ▼         |
| 2003 | 2343,3                              | ▲ 31,4 %  |
| 2004 | 3166,6                              | ▲ 35 %    |
| 2005 | 3930,4                              | ▲ 24,1 %  |
| 2006 | 4621,9                              | ▲ 17,6 %  |
| 2007 | 5671,3                              | ▲ 22,7 %  |
| 2008 | 6657,1                              | ▲ 17,4 %  |
| 2009 | 5793,5                              | ▼ 13 %    |
| 2010 | 6691,8                              | ▲ 15,5 %  |
| 2011 | 8029,4                              | ▲ 20,0 %  |
| 2012 | 8478,0                              | ▲ 5,0 %   |
| 2013 | 7930,0                              | ▼ 6,5 %   |
| 2014 | 6890,4                              | ▼ 13 %    |
| 2015 | 7277,1                              | ▲ 5,6 %   |
| 2016 | 8650,0                              | ▲ 18,9 %  |
| 2017 | 10554,8                             | ▲ 22,1 %  |
| 2018 | 12603,3                             | ▲ 19,4 %  |
| 2019 | 15260,3                             | ▲ 21,1 %  |
| 2020 | 5160,0                              | ▼ 66,2 %  |
| 2021 | 9433,0                              | ▲ 82 %    |
| 2022 | 351,0                               | ▼ 96%     |

## Транспортное сообщение
Сейчас между Киевом и аэропортом действует автомобильное и железнодорожное сообщение.
К аэропорту следуют:
Рельсовый автобус «Kyiv Boryspil Express», который курсирует круглосуточно. Автобус следует от вокзала «Киев-Пассажирский» с остановками на станциях «Выдубичи» и «Дарница» и прибывает в район терминала «D» (платформа находится слева от терминала). Время в пути составляет около 40 минут. На линии действует один состав ДПКр3 — это новый состав, начавший в работу в декабре 2019.
Aвтобусы:
- из Киева: № 322 («Sky Bus») — с Южного железнодорожного вокзала через Южный мост и ст. метро «Харьковская» и обратно; в день осуществляется более 50 рейсов. Доступно бронирование и покупка билетов онлайн на официальном сайте перевозчика.

Из Киева также можно добраться до аэропорта, сев на станции метро «Харьковская» или «Бориспольская» на автобус № 317 или на станции «Левобережная» на автобус № 316 до Борисполя, а затем пересев в Борисполе на один из местных автобусов.
из г. Борисполя:
- № 2 — главный, идущий по центральной ул. Киевский шлях.
- № 3-В — с СУМ-17 — на аэропорт
- № 11 — через Борисполь на аэропорт, потом на с. Процев
- № 16 — по маршруту с Бориспольского ж/д вокзала — через Центр
- № 17 — по маршруту станция Атасс-Борисполь — через Военгородок (по ул. Киевский шлях)

Также выполняются междугородние рейсы со всей Украины компаний «Укрбус», «Гюнсел», «Автолюкс» и «Мариуполь-Авто».
Перед терминалом «B» возле остановки автобусов «SkyBus» находится автостанция аэропорта Борисполь, с которой отправляются автобусы в Одессу, Мариуполь, Днепр, Львов (нерегулярно), Винницу, Харьков, Житомир, Запорожье, Хмельницкий, Ровно и другие города.
Автобусная стоянка в Бориспольском аэропорту оборудована шлагбаумами на заезд и выезд автобусов. Прибытие и отправление рейсовых автобусов и маршруток в Борисполе можно посмотреть через онлайн-системы, там же можно узнать расписание прибытия автобусов в аэропорт.
С автостанции аэропорта периодически осуществляются международные рейсы: в Кишинёв (Молдавия), Минск (Беларусь), также через неё проходят транзитные рейсы в Польшу и Россию.
К аэропорту можно добраться по автомобильной дороге М03Е40

## Военное использование
На аэродроме базируется 15-я бригада транспортной авиации Воздушных сил ВСУ.